# Himalayaros
Himalayaros (Rosa macrophylla)  är en art i familjen rosväxter och förekommer naturligt från Afghanistan till sydvästra Kina. Arten kan odlas som trädgårdsväxt i Sverige.

## Varieteter
Två varieteter kan erkännas:
- var. macrophylla - som har bladundersidor utan glandelhår och vanligen enkeltandade bladkanter.
- var. glandulifera - som har bladundersidor med glandelhår och vanligen dubbeltandade bladkanter.

## Synonymer
var. macrophylla
- Rosa alpina var. macrophylla (Lindley) Boulenger.

var. glandulifera T. T. Yu & T. C. Ku
- Wikimedia Commons har media som rör Himalayaros.